# The Nervous System of the Human Body
The Nervous System of the Human Body foi um livro escrito em 1830 por Charles Bell.
A obra teve como base uma colecção de textos lidos pelo autor à Royal Society, contendo a maioria das descobertas feitas pelo próprio. Alguns dos conteúdos incluem a demonstração de que o quinto nervo cranial possui uma função sensório-motora, uma descrição pormenorizada do nervo facial e o reconhecimento da existência do sentido da propriorecepção. A miotonia também foi primeiro descrita nesta obra.
É também feita a distinção entre nervos que fazem a condução de impulsos nervosos para o sistema nervoso central e nervos que conduzem impulsos do cérebro para os órgãos periféricos.
A obra foi traduzida para alemão por Moritz Heinrich Romberg.